# La Fontelaye
La Fontelaye är en kommun i departementet Seine-Maritime i regionen Normandie i norra Frankrike. Kommunen ligger i kantonen Tôtes som tillhör arrondissementet Dieppe. År 2022 hade La Fontelaye 24 invånare.

## Befolkningsutveckling
Antalet invånare i kommunen La Fontelaye
| Referens: INSEE |